# Freddy Quinn/Diskografie
Diese Diskografie ist eine Übersicht über die musikalischen Werke des österreichischen Schlagersängers Freddy Quinn. Den Quellenangaben zufolge hat er bisher mehr als 60 Millionen Tonträger verkauft. Er wurde zum ersten bundesdeutschen Schallplattenmillionär und zählt zu den Interpreten mit den meisten Tonträgerverkäufen in Deutschland. Seine erfolgreichste Veröffentlichung ist die Single Heimweh (Dort, wo die Blumen blüh’n) mit über acht Millionen verkauften Einheiten. Heimweh wurde auch in Deutschland zu Quinns meistverkaufter Veröffentlichung und zählt nicht nur zu den meistverkauften Schlagern des Landes, sondern generell zu den meistverkauften Singles in Deutschland. Quinn zählt in Deutschland sechs Millionenseller-Singles, so viele wie sonst niemand. Darüber hinaus erzielte bis 2018 kein Solokünstler mehr Nummer-eins-Hits in Deutschland. Er feierte insgesamt sechs Nummer-eins-Erfolge in den deutschen Singlecharts, dies wurde 2018 durch den Deutschrapper Capital Bra erstmals überboten.

## Alben

### Studioalben
| Jahr | Titel                                                  | Höchstplatzierung, Gesamtwochen, AuszeichnungChartplatzierungen (Jahr, Titel, Platzierungen, Wochen, Auszeichnungen, Anmerkungen) | Höchstplatzierung, Gesamtwochen, AuszeichnungChartplatzierungen (Jahr, Titel, Platzierungen, Wochen, Auszeichnungen, Anmerkungen) | Höchstplatzierung, Gesamtwochen, AuszeichnungChartplatzierungen (Jahr, Titel, Platzierungen, Wochen, Auszeichnungen, Anmerkungen) | Anmerkungen                                                               |
| Jahr | Titel                                                  | DE | AT | CH | Anmerkungen                                                               |
| ---- | ------------------------------------------------------ | --- | --- | --- | ------------------------------------------------------------------------- |
| 1958 | Freddy                                                 | — | — | — | Erstveröffentlichung: 1958                                                |
| 1958 | One in a Million                                       | — | — | — | Erstveröffentlichung: 1958                                                |
| 1958 | Freddy e seus maiores sucessos                         | — | — | — | Erstveröffentlichung: 1958                                                |
| 1961 | Das ist Freddy                                         | — | — | — | Erstveröffentlichung: 1961                                                |
| 1961 | Auf hoher See                                          | DE2 Gold · (16 Wo.)DE | — | — | Erstveröffentlichung: 1961 Verkäufe: + 500.000                            |
| 1962 | Heimweh nach St. Pauli                                 | DE2 (56 Wo.)DE | — | — | Charteinstieg: 15. November 1962                                          |
| 1963 | Freddy auf großer Fahrt                                | — | — | — | Erstveröffentlichung: 1962                                                |
| 1963 | In South Africa / Suid-Afrika                          | — | — | — | Erstveröffentlichung: 1963 in Südafrika                                   |
| 1964 | Freddy el millonario                                   | — | — | — | Veröffentlichung in Mexiko                                                |
| 1965 | Die Stimme der Heimat                                  | DE10 (20 Wo.)DE | — | — | Charteinstieg: 15. November 1965                                          |
| 1966 | Von Kontinent zu Kontinent                             | DE9 (20 Wo.)DE | — | — | Erstveröffentlichung: 1966                                                |
| 1967 | Das Lied der Heimat                                    | — | — | — | Erstveröffentlichung: 1967                                                |
| 1967 | Das große Wunschkonzert                                | DE10 (24 Wo.)DE | — | — | Charteinstieg: 15. November 1967                                          |
| 1967 | Freddy – Wunschkonzert                                 | — | — | — | Erstveröffentlichung: 1967                                                |
| 1968 | Mexico Olé                                             | DE16 (8 Wo.)DE | — | — | Charteinstieg: 15. November 1968 mit Los Tres Mexicanos, auch Viva Mexico |
| 1968 | Heimweh                                                | — | — | — | Erstveröffentlichung: 1968 im Königreich der Niederlande                  |
| 1968 | Freddy Quinn en México                                 | — | — | — | Erstveröffentlichung: 1968 in Mexiko                                      |
| 1969 | Freddy auf hoher See, Folge 2                          | — | — | — | Erstveröffentlichung: 1969                                                |
| 1969 | Meine Heimat ist das Meer                              | — | — | — | Erstveröffentlichung: 1969                                                |
| 1970 | Der Junge von St. Pauli                                | — | — | — | Erstveröffentlichung: 1970                                                |
| 1970 | Wo meine Sonne scheint                                 | — | — | — | Erstveröffentlichung: 1970                                                |
| 1970 | Tennessee Saturday Night                               | — | — | — | Erstveröffentlichung: 1970                                                |
| 1970 | Mein Wunschkonzert                                     | — | — | — | Erstveröffentlichung: 1970                                                |
| 1971 | Freddy heute                                           | DE48 (4 Wo.)DE | — | — | Charteinstieg: 15. Oktober 1971                                           |
| 1971 | Erinnerungen an Hans Albers                            | — | — | — | Erstveröffentlichung: 1971                                                |
| 1972 | Bitte recht traurig                                    | — | — | — | Erstveröffentlichung: 1972                                                |
| 1972 | Musical-Express                                        | — | — | — | Erstveröffentlichung: 1972                                                |
| 1972 | Vorhang auf!                                           | — | — | — | Erstveröffentlichung: 1972                                                |
| 1973 | Heute 2                                                | — | — | — | Erstveröffentlichung: 1973                                                |
| 1973 | Überall ist es schön                                   | — | — | — | Erstveröffentlichung: 1973                                                |
| 1975 | World Hits from International Musicals                 | — | — | — | Erstveröffentlichung: 1975                                                |
| 1976 | It’s Country Time                                      | — | — | — | Erstveröffentlichung: 1976                                                |
| 1976 | Gestern – heute                                        | — | — | — | Erstveröffentlichung: 1976                                                |
| 1976 | Top Star                                               | — | — | — | Erstveröffentlichung: 1976                                                |
| 1977 | Freddy Quinn singt die schönsten deutschen Volkslieder | — | — | — | Erstveröffentlichung: 1977                                                |
| 1978 | Nimm mich mit, Freddy                                  | DE5 Gold · (13 Wo.)DE | AT2 (20 Wo.)AT | — | Charteinstieg: 16. Oktober 1978 Verkäufe: + 750.000                       |
| 1980 | Du hast mein Wort                                      | — | — | — | Erstveröffentlichung: 1980                                                |
| 1981 | Country – Get Me Back to Tennessee                     | — | — | — | Erstveröffentlichung: 1981                                                |
| 1982 | Und darum bin ich heute wieder hier                    | — | — | — | Erstveröffentlichung: 1982                                                |
| 1982 | Freddy Quinn                                           | — | — | — | Erstveröffentlichung: 1982                                                |
| 1984 | Blumen des Lebens – Melodien großer Meister            | — | — | — | Erstveröffentlichung: 1984                                                |
| 1984 | Große Freiheit Nr. 7                                   | — | — | — | Erstveröffentlichung: 1984                                                |
| 1985 | Nicht eine Stunde tut mir leid                         | — | — | — | Erstveröffentlichung: 1985                                                |
| 1986 | Man ist so jung, wie man sich fühlt                    | — | — | — | Erstveröffentlichung: 1986                                                |
| 1989 | Green Green Grass of Home                              | — | — | — | Erstveröffentlichung: 1989                                                |
| 1990 | Kein schöner Land                                      | — | — | — | Erstveröffentlichung: 1990                                                |
| 1991 | Heimweh, die Gitarre und das Meer                      | — | — | — | Erstveröffentlichung: 1991                                                |
| 1992 | It’s Country Time                                      | — | — | — | Erstveröffentlichung: 1. März 1992                                        |
| 1993 | Wieder auf der Reise                                   | — | — | — | Erstveröffentlichung: 1993                                                |
| 1995 | Die großen Erfolge                                     | — | — | — | Erstveröffentlichung: 1995                                                |
| 1999 | Country Roads                                          | — | — | — | Erstveröffentlichung: 1999                                                |

grau schraffiert: keine Chartdaten aus diesem Jahr verfügbar
Weitere Studioalben
- Lieblingsmelodien der Volksmusik
- Gestern – heute
- Vorhang auf! – Musical-Welterfolge

### Livealben
| Jahr | Titel                                        | Höchstplatzierung, Gesamtwochen, AuszeichnungChartplatzierungen (Jahr, Titel, Platzierungen, Wochen, Auszeichnungen, Anmerkungen) | Höchstplatzierung, Gesamtwochen, AuszeichnungChartplatzierungen (Jahr, Titel, Platzierungen, Wochen, Auszeichnungen, Anmerkungen) | Höchstplatzierung, Gesamtwochen, AuszeichnungChartplatzierungen (Jahr, Titel, Platzierungen, Wochen, Auszeichnungen, Anmerkungen) | Anmerkungen                                                                  |
| Jahr | Titel                                        | DE | AT | CH | Anmerkungen                                                                  |
| ---- | -------------------------------------------- | --- | --- | --- | ---------------------------------------------------------------------------- |
| 1965 | Ein Abend mit Freddy                         | DE7 (32 Wo.)DE | — | — | Charteinstieg: 15. Mai 1965                                                  |
| 1968 | Freddy live                                  | DE26 (12 Wo.)DE | — | — | Charteinstieg: 15. November 1968 mit Medium-Terzett und Orchester James Last |
| 1976 | Ein Konzert mit dem Orchester Bert Kaempfert | — | — | — | Erstveröffentlichung: 1976                                                   |
| 2006 | Freddy Quinn In Concert                      | — | — | — | Erstveröffentlichung: 2006                                                   |

grau schraffiert: keine Chartdaten aus diesem Jahr verfügbar

### Kompilationen
| Jahr | Titel                                                  | Höchstplatzierung, Gesamtwochen, AuszeichnungChartplatzierungen (Jahr, Titel, Platzierungen, Wochen, Auszeichnungen, Anmerkungen) | Höchstplatzierung, Gesamtwochen, AuszeichnungChartplatzierungen (Jahr, Titel, Platzierungen, Wochen, Auszeichnungen, Anmerkungen) | Höchstplatzierung, Gesamtwochen, AuszeichnungChartplatzierungen (Jahr, Titel, Platzierungen, Wochen, Auszeichnungen, Anmerkungen) | Anmerkungen                               |
| Jahr | Titel                                                  | DE | AT | CH | Anmerkungen                               |
| ---- | ------------------------------------------------------ | --- | --- | --- | ----------------------------------------- |
| 1958 | Das Beste, das Schönste, das Neueste                   | — | — | — | Erstveröffentlichung: 1958                |
| 1962 | Los grandes exitos de Freddy                           | — | — | — | Erstveröffentlichung: 1962                |
| 1962 | Seine großen Erfolge 2                                 | — | — | — | Erstveröffentlichung: 1962                |
| 1963 | Die großen Erfolge                                     | — | — | — | Erstveröffentlichung: 1963                |
| 1963 | Seine großen Erfolge                                   | — | — | — | Erstveröffentlichung: 1963                |
| 1963 | Seine großen Erfolge II                                | — | — | — | Erstveröffentlichung: 1963                |
| 1964 | Freddys goldene Erfolge                                | — | — | — | Erstveröffentlichung: 1964                |
| 1969 | Einmal noch nach Bombay…                               | — | — | — | Erstveröffentlichung: 1969                |
| 1970 | Junge, komm bald wieder                                | — | — | — | Erstveröffentlichung: 1970                |
| 1970 | Starportrait                                           | — | — | — | Erstveröffentlichung: 1970                |
| 1972 | Seine großen Erfolge                                   | — | — | — | Erstveröffentlichung: 1972                |
| 1973 | Freddy’s Favourites                                    | — | — | — | Erstveröffentlichung: 1973                |
| 1973 | Freddy’s Greatest Hits (In English and German)         | — | — | — | Erstveröffentlichung: 1973                |
| 1974 | Le disque d’or de / de gouden plaat van Freddy         | — | — | — | Erstveröffentlichung: 1974                |
| 1974 | Die Insel Niemandsland                                 | — | — | — | Erstveröffentlichung: 1974                |
| 1974 | Goldene Serie                                          | — | — | — | Erstveröffentlichung: 1974                |
| 1974 | Freddy                                                 | — | — | — | Erstveröffentlichung: 1974                |
| 1975 | Freddy                                                 | — | — | — | Erstveröffentlichung: 1975                |
| 1976 | Junge, komm bald wieder                                | — | — | — | Erstveröffentlichung: 1976                |
| 1977 | Große Erfolge                                          | — | — | — | Erstveröffentlichung: 1977                |
| 1978 | In Gold                                                | — | — | — | Erstveröffentlichung: 1978                |
| 1978 | An meine Freunde                                       | — | — | — | Erstveröffentlichung: 1978                |
| 1978 | Freddy                                                 | — | — | — | Erstveröffentlichung: 1978                |
| 1978 | Zijn grootste successen                                | — | — | — | Erstveröffentlichung: 1978                |
| 1978 | Komm mit auf große Fahrt                               | DE4 (11 Wo.)DE | AT5 (4 Wo.)AT | — | Erstveröffentlichung: 1978                |
| 1978 | Das große Wunschkonzert                                | — | — | — | Erstveröffentlichung: 1978                |
| 1978 | Eine Reise um die Welt                                 | — | — | — | Erstveröffentlichung: 1978                |
| 1979 | Portrait of Freddy                                     | — | — | — | Erstveröffentlichung: 1979                |
| 1979 | Mein Star                                              | — | — | — | Erstveröffentlichung: 1979                |
| 1980 | Zijn grote successen                                   | — | — | — | Erstveröffentlichung: 1980                |
| 1980 | Zijn grote successen                                   | — | — | — | Erstveröffentlichung: 1980                |
| 1980 | Starportrait                                           | — | — | — | Erstveröffentlichung: 1980                |
| 1982 | Heimweh                                                | — | — | — | Erstveröffentlichung: 1982                |
| 1982 | Ein Dankeschön all meinen Freunden                     | — | — | — | Erstveröffentlichung: 1982                |
| 1983 | Ein Star und seine Erfolge                             | — | — | — | Erstveröffentlichung: 1983                |
| 1984 | Die Farben meiner Welt – Stationen einer Karriere      | — | — | — | Erstveröffentlichung: 1984                |
| 1984 | Blumen des Lebens                                      | — | — | — | Erstveröffentlichung: 1984                |
| 1985 | Große Freiheit Nr. 7                                   | — | — | — | Erstveröffentlichung: 1985                |
| 1986 | Die größten Erfolge                                    | — | — | — | Erstveröffentlichung: 1986                |
| 1986 | Ein Abend mit Freddy Quinn                             | — | — | — | Erstveröffentlichung: 1986                |
| 1987 | 1956–1965                                              | — | — | — | Erstveröffentlichung: 1987                |
| 1987 | Zijn allergrootste Hits                                | — | — | — | Erstveröffentlichung: 1987                |
| 1987 | Freddy, die Gitarre und das Meer                       | — | — | — | Erstveröffentlichung: 1987                |
| 1987 | Heimweh… Dort wo die Blumen blüh’n                     | — | — | — | Erstveröffentlichung: 1987                |
| 1987 | Seul au monde                                          | — | — | — | Erstveröffentlichung: 1987                |
| 1987 | Have I Told You Lately That I Love You                 | — | — | — | Erstveröffentlichung: 1987                |
| 1987 | Die Gitarre und das Meer                               | — | — | — | Erstveröffentlichung: 1987                |
| 1987 | Weit ist der Weg                                       | — | — | — | Erstveröffentlichung: 1987                |
| 1988 | Das große deutsche Schlager-Archiv                     | — | — | — | Erstveröffentlichung: 1988                |
| 1988 | Die großen Erfolge                                     | — | — | — | Erstveröffentlichung: 1988 mit Paola      |
| 1989 | Star-Portrait                                          | — | — | — | Erstveröffentlichung: 1989                |
| 1989 | In Hamburg, da bin ich zu Haus                         | — | — | — | Erstveröffentlichung: 1989                |
| 1990 | Junge, komm bald wieder                                | — | — | — | Erstveröffentlichung: 1990                |
| 1990 | Gold                                                   | — | — | — | Erstveröffentlichung: 1990                |
| 1991 | Schön war die Zeit – die großen Erfolge                | — | — | — | Erstveröffentlichung: 1991                |
| 1992 | Take Me Home, Country Roads                            | — | — | — | Erstveröffentlichung: 1992                |
| 1992 | Die Großen Erfolge Vol. 2                              | — | — | — | Erstveröffentlichung: 1992                |
| 1992 | Great Country & Western Hits                           | — | — | — | Erstveröffentlichung: 1992                |
| 1992 | Die schönsten Weihnachtslieder                         | — | — | — | Erstveröffentlichung: 1992 mit Jonny Hill |
| 1992 | Die Großen Erfolge Vol. 1                              | — | — | — | Erstveröffentlichung: 1992                |
| 1992 | Freddy Quinn singt die schönsten deutschen Volkslieder | — | — | — | Erstveröffentlichung: 1992                |
| 1993 | Auf hoher See                                          | — | — | — | Erstveröffentlichung: 1993                |
| 1993 | Lieder für Millionen                                   | — | — | — | Erstveröffentlichung: 1993                |
| 1993 | Jetzt kommen die lustigen Tage                         | — | — | — | Erstveröffentlichung: 1993                |
| 1993 | Freddy Quinn                                           | — | — | — | Erstveröffentlichung: 1993                |
| 1994 | Weihnachten mit Freddy Quinn                           | — | — | — | Erstveröffentlichung: 1994                |
| 1994 | Der Junge von St. Pauli                                | — | — | — | Erstveröffentlichung: 1994                |
| 1994 | Der Junge von St. Pauli                                | — | — | — | Erstveröffentlichung: 1994                |
| 1994 | Heimatlos sind viele auf der Welt                      | — | — | — | Erstveröffentlichung: 1994                |
| 1995 | Große Freiheit Nr. 7                                   | — | — | — | Erstveröffentlichung: 1995                |
| 1995 | Die großen Erfolge                                     | — | — | — | Erstveröffentlichung: 1995                |
| 1995 | The Best of Freddy Quinn                               | — | — | — | Erstveröffentlichung: 1995                |
| 1995 | Meine schönsten Lieder                                 | — | — | — | Erstveröffentlichung: 1995                |
| 1995 | Meine schönsten Lieder 2                               | — | — | — | Erstveröffentlichung: 1995                |
| 1995 | Meine schönsten Lieder 1                               | — | — | — | Erstveröffentlichung: 1995                |
| 1996 | Schön war die Zeit                                     | DE33 (8 Wo.)DE | — | — | Erstveröffentlichung: 10. September 1996  |
| 1996 | Sehnsucht nach der Ferne                               | — | — | — | Erstveröffentlichung: 1996                |
| 1997 | Junge, komm bald wieder                                | — | — | — | Erstveröffentlichung: 1997                |
| 1997 | Junge, komm bald wieder: Seine größten Erfolge         | — | — | — | Erstveröffentlichung: 1997                |
| 1998 | Mein ganzes Leben ist Musik                            | — | — | — | Erstveröffentlichung: 1998                |
| 1998 | Freddy Quinn                                           | — | — | — | Erstveröffentlichung: 1998                |
| 1998 | Seine schönsten Lieder                                 | — | — | — | Erstveröffentlichung: 1998                |
| 1998 | Das beste von Freddy Quinn                             | — | — | — | Erstveröffentlichung: 1998                |
| 1998 | Freddy Quinn                                           | — | — | — | Erstveröffentlichung: 1998                |
| 1998 | Seine größten Erfolge                                  | — | — | — | Erstveröffentlichung: 1998                |
| 1999 | Heute 1&2                                              | — | — | — | Erstveröffentlichung: 1999                |
| 1999 | Hitbox – CD2                                           | — | — | — | Erstveröffentlichung: 1999                |
| 2000 | Fernweh und Sehnsucht                                  | — | — | — | Erstveröffentlichung: 2000                |
| 2000 | Der Junge von St. Pauli (Erinnerungen an Hans Albers)  | — | — | — | Erstveröffentlichung: 2000                |
| 2000 | Freddy auf hoher See                                   | — | — | — | Erstveröffentlichung: 2000                |
| 2000 | Junge, komm bald wieder                                | — | — | — | Erstveröffentlichung: 2000                |
| 2001 | Lieder, die das Leben schrieb                          | DE75 (2 Wo.)DE | — | — | Erstveröffentlichung: 17. September 2001  |
| 2001 | Wir lieben ihn, Folge 1                                | — | — | — | Erstveröffentlichung: 2001                |
| 2001 | Wir lieben ihn, Folge 2                                | — | — | — | Erstveröffentlichung: 2001                |
| 2002 | In Hamburg sind die Nächte lang                        | — | — | — | Erstveröffentlichung: 2002                |
| 2002 | Unter fremden Sternen                                  | — | — | — | Erstveröffentlichung: 2002                |
| 2002 | Seine größten Erfolge                                  | — | — | — | Erstveröffentlichung: 2002                |
| 2002 | Seine großen Erfolge                                   | — | — | — | Erstveröffentlichung: 2002                |
| 2002 | Herzlichst                                             | — | — | — | Erstveröffentlichung: 2002                |
| 2003 | Meine Welt ist die Musik                               | — | — | — | Erstveröffentlichung: 2003                |
| 2003 | It’s Country Time                                      | — | — | — | Erstveröffentlichung: 2003                |
| 2004 | Mein Portrait                                          | — | — | — | Erstveröffentlichung: 2004                |
| 2004 | Der Junge von St. Pauli                                | — | — | — | Erstveröffentlichung: 2004                |
| 2004 | Star Collection                                        | — | — | — | Erstveröffentlichung: 2004                |
| 2005 | Freddy Quinn                                           | — | — | — | Erstveröffentlichung: 2005                |
| 2005 | Meine besten                                           | — | — | — | Erstveröffentlichung: 2005                |
| 2006 | Tausend Meilen von zu Haus…                            | — | — | — | Erstveröffentlichung: 2006                |
| 2006 | Heimweh                                                | — | — | — | Erstveröffentlichung: 2006                |
| 2007 | So schön war die Zeit…                                 | — | — | — | Erstveröffentlichung: 2007                |
| 2007 | Meine Weihnacht                                        | — | — | — | Erstveröffentlichung: 2007                |
| 2008 | Grammophon-Nostalgie                                   | — | — | — | Erstveröffentlichung: 2008                |
| 2008 | Seine großen Erfolge                                   | — | — | — | Erstveröffentlichung: 2008                |
| 2008 | Various – 25 Lieder                                    | — | — | — | Erstveröffentlichung: 2008                |
| 2008 | Einmal in Tampico                                      | — | — | — | Erstveröffentlichung: 2008                |
| 2008 | Freddy Quinn                                           | — | — | — | Erstveröffentlichung: 2008                |
| 2011 | Die Stimme des Herzens                                 | — | — | — | Erstveröffentlichung: 2011                |
| 2012 | Seemannslieder                                         | — | — | — | Erstveröffentlichung: 2012                |
| 2014 | Hits & Raritäten                                       | — | — | — | Erstveröffentlichung: 2014                |
| 2014 | Album-Box                                              | — | — | — | Erstveröffentlichung: 2014                |
| 2015 | Die Gold-Edition                                       | — | — | CH71 (1 Wo.)CH | Charteinstieg: 26. Juni 2016              |
| 2017 | Album-Box 2                                            | — | — | — | Erstveröffentlichung: 2017                |
| 2019 | Freddy Quinn                                           | — | — | — | Erstveröffentlichung: 2019                |
| 2019 | The Album                                              | — | — | — | Erstveröffentlichung: 2019                |
| 2021 | Die große Dankeschön-Edition                           | — | — | — | Erstveröffentlichung: 2021                |
| 2021 | Alle Abenteuer dieser Erde                             | — | — | — | Erstveröffentlichung: 2021                |
| 2021 | Jubilo                                                 | — | — | — | Erstveröffentlichung: 2021                |

grau schraffiert: keine Chartdaten aus diesem Jahr verfügbar
Weitere Kompilationen
| - Country Time - Komm, ich zeige dir die Welt - 20 Freddy-Erfolge - Volkslieder-Hits - Volkslieder-Hits - Tom Astor – Trucker-Weihnacht (mit Truck Stop) - Doppel Star – Country Dreams (mit Dave Dudley) - 32 Goldene Erfolge - Freddy Quinn – CD2 - Starportrait - Seemann, weit bist du gefahren - Jubiläumsedition, 80 Jahre - Meine großen Hits - Mit seinen größten Erfolgen - Auf hoher See - Ich möcht’ so gern Dave Dudley hör’n (mit Peter Held & Jonny Hill) - Die großen Erfolge - Freddy Quinn - Seemann, deine Heimat ist das Meer - La Paloma - Stargala - Seine größten Erfolge - Unter fremden Sternen - Die großen 12 - Der Legionär - Die großen vier: Schlager 1963 (mit Mina, Martin Lauer & Medium-Terzett) - Herzlichst - Die schönsten Weihnachtslieder - 32 unvergessliche Hits - Die ganz großen Hits Vol. 1 | - Schön war die Zeit - Truck Gold - Seine großen Hits - Das große Wunschkonzert - Freddy Quinn – CD3 - Die Schönsten Shanties & Meer (mit Heidi Kabel & Jonny Hill) - Meine Welt (Ein goldenes Starportrait) - Mit seinen größten Erfolgen – Von „Heimweh“ Bis Heute - It’s Country Time - Die großen Erfolge - Freddy Quinn und seine schönsten Melodien - Die ganz großen Hits Vol. 2 - Morning Sky - Lieder, die das Leben schrieb - Meine größten Hits - Ausgewählte Goldstücke - Die aktuelle Polydor-Schlagerrakete (mit Connie Francis, Ivo Robić & Lill Lindfors) - De grootste successen van Freddy - Junge, komm bald wieder - Freddy Quinn - Golden-Stars-Nostalgie - Junge, komm’ bald wieder - Unter fremden Sternen - Sonderedition – 120 große Erfolge - Freddy ★ Lolita ★ Peter Kraus (mit Lolita & Peter Kraus) - Zijn grootste successen Deel 2 - Freddy Quinn – CD1 - Die schönsten Weihnachtslieder - Heimweh |

### Soundtracks
| Jahr | Titel                          | Höchstplatzierung, Gesamtwochen, AuszeichnungChartplatzierungen (Jahr, Titel, Platzierungen, Wochen, Auszeichnungen, Anmerkungen) | Höchstplatzierung, Gesamtwochen, AuszeichnungChartplatzierungen (Jahr, Titel, Platzierungen, Wochen, Auszeichnungen, Anmerkungen) | Höchstplatzierung, Gesamtwochen, AuszeichnungChartplatzierungen (Jahr, Titel, Platzierungen, Wochen, Auszeichnungen, Anmerkungen) | Anmerkungen                     |
| Jahr | Titel                          | DE | AT | CH | Anmerkungen                     |
| ---- | ------------------------------ | --- | --- | --- | ------------------------------- |
| 1964 | Freddy und das Lied der Prärie | DE4 (28 Wo.)DE | — | — | Charteinstieg: 15. Juli 1964    |
| 1965 | Freddy, Tiere, Sensationen     | DE26 (8 Wo.)DE | — | — | Charteinstieg: 15. Februar 1965 |

grau schraffiert: keine Chartdaten aus diesem Jahr verfügbar
Weitere Soundtracks
- 1961: Freddy und der Millionär

### EPs
| Jahr | Titel                                                                                         | Höchstplatzierung, Gesamtwochen, AuszeichnungChartplatzierungen (Jahr, Titel, Platzierungen, Wochen, Auszeichnungen, Anmerkungen) | Höchstplatzierung, Gesamtwochen, AuszeichnungChartplatzierungen (Jahr, Titel, Platzierungen, Wochen, Auszeichnungen, Anmerkungen) | Höchstplatzierung, Gesamtwochen, AuszeichnungChartplatzierungen (Jahr, Titel, Platzierungen, Wochen, Auszeichnungen, Anmerkungen) | Anmerkungen                          |
| Jahr | Titel                                                                                         | DE | AT | CH | Anmerkungen                          |
| ---- | --------------------------------------------------------------------------------------------- | --- | --- | --- | ------------------------------------ |
| 1956 | Heimweh auf großer Fahrt                                                                      | — | — | — | Erstveröffentlichung: November 1956  |
| 1957 | Fernweh und Sehnsucht                                                                         | — | — | — | Erstveröffentlichung: Juli 1957      |
| 1957 | Die große Chance                                                                              | — | — | — | Erstveröffentlichung: November 1957  |
| 1957 | Voilà Freddy!                                                                                 | — | — | — | Erstveröffentlichung: 1957           |
| 1958 | Heimatlos                                                                                     | — | — | — | Erstveröffentlichung: September 1958 |
| 1959 | Here’s Freddy!                                                                                | — | — | — | Erstveröffentlichung: 1959           |
| 1959 | Unter fremden Sternen                                                                         | — | — | — | Erstveröffentlichung: 1959           |
| 1959 | Die Gitarre und das Meer                                                                      | — | — | — | Erstveröffentlichung: Juli 1959      |
| 1959 | Heimweh / Heimatlos                                                                           | — | — | — | Erstveröffentlichung: 1959           |
| 1960 | La Guitarra Brasiliana                                                                        | — | — | — | Erstveröffentlichung: 1960           |
| 1960 | Weit ist der Weg                                                                              | — | — | — | Erstveröffentlichung: Oktober 1960   |
| 1960 | Freddy und die Melodie der Nacht                                                              | — | — | — | Erstveröffentlichung: 1960           |
| 1960 | Die Gitarre und das Meer                                                                      | — | — | — | Erstveröffentlichung: 1960           |
| 1961 | J’ai besoin de ton amour                                                                      | — | — | — | Erstveröffentlichung: 1961           |
| 1961 | Canta bzw. Freddy – Canta                                                                     | — | — | — | Erstveröffentlichung: 1961           |
| 1961 | Nur der Wind                                                                                  | — | — | — | Erstveröffentlichung: 1961           |
| 1961 | Freddy unter fremden Sternen                                                                  | — | — | — | Erstveröffentlichung: 1961           |
| 1961 | La Paloma                                                                                     | — | — | — | Erstveröffentlichung: 1961           |
| 1962 | Freddy und das Lied der Südsee                                                                | — | — | — | Erstveröffentlichung: 1962           |
| 1962 | Freddy und der Millionär                                                                      | — | — | — | Erstveröffentlichung: 1962           |
| 1962 | La Paloma / De Hamborger Veermaster / Rolling Home / What Shall We Do With the Drunken Sailor | — | — | — | Erstveröffentlichung: 1962           |
| 1962 | Die großen Vier von Freddy                                                                    | — | — | — | Erstveröffentlichung: 1962           |
| 1962 | Junge, komm bald wieder                                                                       | — | — | — | Erstveröffentlichung: 1962           |
| 1962 | Aló-Ahe                                                                                       | — | — | — | Erstveröffentlichung: 1962           |
| 1963 | La guitarra y el mar                                                                          | — | — | — | Erstveröffentlichung: 1963           |
| 1963 | Heimweh nach St. Pauli                                                                        | — | — | — | Erstveröffentlichung: 1963           |
| 1963 | Freddy En TVE, Canta En Español                                                               | — | — | — | Erstveröffentlichung: 1963           |
| 1963 | La Paloma                                                                                     | — | — | — | Erstveröffentlichung: 1963           |
| 1963 | Lass’ mich noch einmal in die Ferne                                                           | — | — | — | Erstveröffentlichung: 1963           |
| 1963 | Freddy und das Lied der Südsee                                                                | — | — | — | Erstveröffentlichung: 1963           |
| 1964 | Noche De Paz / Es La Paz Que Canta / O Tannenbaum / Ave Maria                                 | — | — | — | Erstveröffentlichung: 1964           |
| 1964 | Gib mir dein Wort                                                                             | — | — | — | Erstveröffentlichung: 1964           |
| 1964 | Nuevas Canciones En Español                                                                   | — | — | — | Erstveröffentlichung: 1964           |
| 1964 | Navidad En Alta Mar                                                                           | — | — | — | Erstveröffentlichung: 1964           |
| 1965 | Vergangen, vergessen, vorüber                                                                 | — | — | — | Erstveröffentlichung: 1965           |
| 1965 | Canta En Español                                                                              | — | — | — | Erstveröffentlichung: 1965           |
| 1966 | Hundert Mann und ein Befehl / In 24 Stunden / Eine Handvoll Reis / Wir                        | — | — | — | Erstveröffentlichung: 1966           |
| 1966 | Abschied vom Meer                                                                             | — | — | — | Erstveröffentlichung: 1966           |
| 1967 | Hundert Mann und ein Befehl / Abschied vom Meer / Junge, komm bald wieder / La Paloma         | — | — | — | Erstveröffentlichung: 1967           |
| 1975 | Die großen Vier – Folge 2                                                                     | — | — | — | Erstveröffentlichung: 1975           |
| 1978 | La Guitarra Brasiliana                                                                        | — | — | — | Erstveröffentlichung: 1978           |
| 1987 | It’s Country Time – Welterfolge und neue Songs                                                | — | — | — | Erstveröffentlichung: 1987           |
| 1992 | Ready for Freddy (Dance-Floor-Medley)                                                         | — | — | — | Erstveröffentlichung: 1992           |
| 1992 | Die Gitarre und das Meer 2000                                                                 | — | — | — | Erstveröffentlichung: 1992           |
| 1993 | Wieder auf der Reise                                                                          | — | — | — | Erstveröffentlichung: 1993           |

grau schraffiert: keine Chartdaten aus diesem Jahr verfügbar
Weitere EPs
- La Paloma / Too Much Monkey Business
- Freddy

### Weihnachtsalben
| Jahr | Titel                                             | Höchstplatzierung, Gesamtwochen, AuszeichnungChartplatzierungen (Jahr, Titel, Platzierungen, Wochen, Auszeichnungen, Anmerkungen) | Höchstplatzierung, Gesamtwochen, AuszeichnungChartplatzierungen (Jahr, Titel, Platzierungen, Wochen, Auszeichnungen, Anmerkungen) | Höchstplatzierung, Gesamtwochen, AuszeichnungChartplatzierungen (Jahr, Titel, Platzierungen, Wochen, Auszeichnungen, Anmerkungen) | Anmerkungen                                    |
| Jahr | Titel                                             | DE | AT | CH | Anmerkungen                                    |
| ---- | ------------------------------------------------- | --- | --- | --- | ---------------------------------------------- |
| 1963 | Weihnachten auf hoher See                         | DE1 ×2Doppelgold · (24 Wo.)DE | — | — | Erstveröffentlichung: 1963 Verkäufe: + 500.000 |
| 1972 | Weihnachten mit Freddy                            | — | — | — | Erstveröffentlichung: 1972                     |
| 1991 | Freddy Quinn ’91 – Die schönsten Weihnachtslieder | — | — | — | Erstveröffentlichung: 1991                     |
| 1996 | Freddy Quinn singt die schönsten Weihnachtslieder | — | — | — | Erstveröffentlichung: 1996                     |

grau schraffiert: keine Chartdaten aus diesem Jahr verfügbar
Weitere Weihnachtsalben
- Die schönsten Weihnachtslieder

### Remasterings
| Jahr | Titel        | Höchstplatzierung, Gesamtwochen, AuszeichnungChartplatzierungen (Jahr, Titel, Platzierungen, Wochen, Auszeichnungen, Anmerkungen) | Höchstplatzierung, Gesamtwochen, AuszeichnungChartplatzierungen (Jahr, Titel, Platzierungen, Wochen, Auszeichnungen, Anmerkungen) | Höchstplatzierung, Gesamtwochen, AuszeichnungChartplatzierungen (Jahr, Titel, Platzierungen, Wochen, Auszeichnungen, Anmerkungen) | Anmerkungen                |
| Jahr | Titel        | DE | AT | CH | Anmerkungen                |
| ---- | ------------ | --- | --- | --- | -------------------------- |
| 2017 | Freddy Quinn | — | — | — | Erstveröffentlichung: 2017 |

### Alben als Gastmusiker
| Jahr | Titel                                                               | Höchstplatzierung, Gesamtwochen, AuszeichnungChartplatzierungen (Jahr, Titel, Platzierungen, Wochen, Auszeichnungen, Anmerkungen) | Höchstplatzierung, Gesamtwochen, AuszeichnungChartplatzierungen (Jahr, Titel, Platzierungen, Wochen, Auszeichnungen, Anmerkungen) | Höchstplatzierung, Gesamtwochen, AuszeichnungChartplatzierungen (Jahr, Titel, Platzierungen, Wochen, Auszeichnungen, Anmerkungen) | Anmerkungen                |
| Jahr | Titel                                                               | DE | AT | CH | Anmerkungen                |
| ---- | ------------------------------------------------------------------- | --- | --- | --- | -------------------------- |
| 1963 | Heimweh nach St. Pauli                                              | — | — | — | Erstveröffentlichung: 1963 |
| 1968 | Live – Ausschnitte aus der großen Freddy-Europa-Tournee             | — | — | — | Erstveröffentlichung: 1968 |
| 1976 | Ein Show-Konzert mit Bert Kaempfert und seinem Orchester und Gästen | — | — | — | Erstveröffentlichung: 1976 |

grau schraffiert: keine Chartdaten aus diesem Jahr verfügbar

## Singles

### Als Leadmusiker

„Heimweh“ Schellackplatte

„In 24 Stunden“ Vinylplatte
(B-Seite von Hundert Mann und ein Befehl)

| Jahr | Titel Album | Höchstplatzierung, Gesamtwochen, AuszeichnungChartplatzierungen (Jahr, Titel, Album, Platzierungen, Wochen, Auszeichnungen, Anmerkungen) | Höchstplatzierung, Gesamtwochen, AuszeichnungChartplatzierungen (Jahr, Titel, Album, Platzierungen, Wochen, Auszeichnungen, Anmerkungen) | Höchstplatzierung, Gesamtwochen, AuszeichnungChartplatzierungen (Jahr, Titel, Album, Platzierungen, Wochen, Auszeichnungen, Anmerkungen) | Anmerkungen                                                                            |
| Jahr | Titel Album | DE | AT | CH | Anmerkungen                                                                            |
| ---- | --- | --- | --- | --- | -------------------------------------------------------------------------------------- |
| 1956 | Heimweh (Dort, wo die Blumen blüh’n) –                                                                                | DE1 ×2Doppelplatin · (52 Wo.)DE | — | — | Erstveröffentlichung: Juni 1956 Verkäufe: + 8.000.000                                  |
| 1956 | So geht das jede Nacht –                                                                                              | DE19 (12 Wo.)DE | — | — | Erstveröffentlichung: Juni 1956 Deutscher Beitrag zum ESC 1956                         |
| 1956 | Rosalie – | DE2 (32 Wo.)DE | — | — | Erstveröffentlichung: Juni 1956                                                        |
| 1956 | Bel Sante – | DE10 (24 Wo.)DE | — | — | Erstveröffentlichung: Oktober 1956                                                     |
| 1956 | Endlose Nächte – | DE27 (4 Wo.)DE | — | — | Erstveröffentlichung: Oktober 1956 mit Die Dominos / Bert Kaempfert und sein Orchester |
| 1957 | Wer das vergisst – | DE7 (16 Wo.)DE | — | — | Erstveröffentlichung: Februar 1957                                                     |
| 1957 | Heimatlos – | DE2 Platin · (32 Wo.)DE | — | — | Charteinstieg: 1. März 1957 Verkäufe: + 1.000.000                                      |
| 1957 | Einmal in Tampico –                                                                                                   | DE5 (20 Wo.)DE | — | — | Erstveröffentlichung: Juli 1957                                                        |
| 1957 | Ich bin ein Vagabund –                                                                                                | DE15 (12 Wo.)DE | — | — | Erstveröffentlichung: November 1957                                                    |
| 1957 | Ein armer Mulero – | DE25 (8 Wo.)DE | — | — | Erstveröffentlichung: November 1957                                                    |
| 1958 | Sabrina – | DE29 (4 Wo.)DE | — | — | Erstveröffentlichung: Februar 1958                                                     |
| 1958 | Der Legionär – | DE7 (24 Wo.)DE | — | — | Charteinstieg: 1. Juni 1958                                                            |
| 1958 | Ich bin bald wieder hier –                                                                                            | DE8 (20 Wo.)DE | — | — | Erstveröffentlichung: August 1958                                                      |
| 1959 | Die Gitarre und das Meer The Guitar and the Sea (US-amerikanische Version) La guitarra y el mar (Spanische Version) – | DE1 Platin · (44 Wo.)DE | — | — | Erstveröffentlichung: Januar 1959 Verkäufe: + 1.000.000                                |
| 1959 | Unter fremden Sternen (fährt ein weißes Schiff nach Hongkong) –                                                       | DE1 Platin · (36 Wo.)DE | — | — | Erstveröffentlichung: Oktober 1959 Verkäufe: + 1.000.000                               |
| 1959 | Du musst alles vergessen (Ay ay ay Amigo) –                                                                           | DE14 (20 Wo.)DE | — | — | Erstveröffentlichung: Oktober 1959                                                     |
| 1960 | Melodie der Nacht Melody of the Night (US-amerikanische Version) –                                                    | DE4 (32 Wo.)DE | — | — | Erstveröffentlichung: April 1960                                                       |
| 1960 | Irgendwann gibt’s ein Wiedersehn –                                                                                    | DE7 (32 Wo.)DE | — | — | Erstveröffentlichung: April 1960                                                       |
| 1960 | Weit ist der Weg – | DE4 (20 Wo.)DE | — | — | Erstveröffentlichung: September 1960                                                   |
| 1960 | La guitarra brasiliana –                                                                                              | DE16 (16 Wo.)DE | — | — | Erstveröffentlichung: November 1960                                                    |
| 1961 | Wenn die Sehnsucht nicht wär –                                                                                        | DE11 (16 Wo.)DE | — | — | Erstveröffentlichung: März 1961                                                        |
| 1961 | So viel Träume (Eine Fischer-Ballade) –                                                                               | DE28 (4 Wo.)DE | — | — | Erstveröffentlichung: Mai 1961                                                         |
| 1961 | La Paloma – | DE1 Platin · (28 Wo.)DE | — | — | Erstveröffentlichung: Juni 1961 Verkäufe: + 1.000.000                                  |
| 1962 | Alo-Ahé – | DE5 (20 Wo.)DE | — | — | Erstveröffentlichung: Februar 1962                                                     |
| 1962 | Keine Bange, Lieselotte –                                                                                             | DE9 (12 Wo.)DE | — | — | Erstveröffentlichung: Oktober 1962                                                     |
| 1962 | Junge, komm bald wieder –                                                                                             | DE1 ×2Doppelplatin · (24 Wo.)DE | — | — | Erstveröffentlichung: November 1962 Verkäufe: + 2.100.000                              |
| 1963 | (Allein wie du) Lass mich noch einmal in die Ferne –                                                                  | DE3 (24 Wo.)DE | — | — | Erstveröffentlichung: August 1963                                                      |
| 1964 | Gib mir dein Wort –                                                                                                   | DE5 (20 Wo.)DE | — | — | Erstveröffentlichung: Februar 1964                                                     |
| 1964 | In the Wild Wild West –                                                                                               | DE31 (8 Wo.)DE | — | — | Erstveröffentlichung: Juni 1964                                                        |
| 1964 | Vergangen vergessen vorüber / So ein Tag, so wunderschön wie heute –                                                  | DE4 (18 Wo.)DE | AT1 (8 Wo.)AT | — | Erstveröffentlichung: Oktober 1964 Verkäufe: + 1.800.000                               |
| 1965 | Der Himmel der Pferde –                                                                                               | — | AT2 (4 Wo.)AT | — | Charteinstieg: 15. Februar 1965                                                        |
| 1965 | 5000 Meilen von zu Haus’ –                                                                                            | DE5 (16 Wo.)DE | AT10 (4 Wo.)AT | — | Erstveröffentlichung: Juni 1965                                                        |
| 1965 | Abschied vom Meer –                                                                                                   | DE5 (14 Wo.)DE | AT8 (4 Wo.)AT | — | Erstveröffentlichung: November 1965                                                    |
| 1966 | Hundert Mann und ein Befehl –                                                                                         | DE1 (20 Wo.)DE | AT3 (12 Wo.)AT | — | Erstveröffentlichung: März 1966 Verkäufe: + 980.000                                    |
| 1966 | Eine Handvoll Reis –                                                                                                  | DE6 (12 Wo.)DE | AT7 (4 Wo.)AT | — | Erstveröffentlichung: Oktober 1966                                                     |
| 1967 | Morgen beginnt die Welt –                                                                                             | DE7 (16 Wo.)DE | AT18 (8 Wo.)AT | — | Erstveröffentlichung: April 1967                                                       |
| 1967 | Seemann, weit bist du gefahren –                                                                                      | DE6 (12 Wo.)DE | AT20 (4 Wo.)AT | — | Erstveröffentlichung: November 1967                                                    |
| 1968 | Don Diri Don – | DE22 (6 Wo.)DE | — | — | Erstveröffentlichung: Juni 1968                                                        |
| 1968 | Deine Welt – Meine Welt –                                                                                             | DE14 (10 Wo.)DE | — | — | Erstveröffentlichung: September 1968                                                   |
| 1969 | Alle Abenteuer dieser Erde –                                                                                          | DE14 (8 Wo.)DE | — | — | Charteinstieg: 1. April 1969                                                           |
| 1969 | Als ich noch ein Junge war –                                                                                          | DE30 (2 Wo.)DE | — | — | Charteinstieg: 1. November 1969                                                        |
| 1970 | River-Melodie – | DE29 (8 Wo.)DE | — | — | Charteinstieg: 15. November 1970                                                       |
| 1971 | St. Helena (Wer denkt daran, wie bald sich alles ändern kann) –                                                       | DE17 (23 Wo.)DE | — | — | Charteinstieg: 29. März 1971                                                           |
| 1971 | Michael und Robert –                                                                                                  | DE26 (6 Wo.)DE | — | — | Charteinstieg: 20. September 1971                                                      |
| 1972 | Ein Mädchen und ein Matrose –                                                                                         | DE38 (5 Wo.)DE | — | — | Charteinstieg: 24. Juli 1972                                                           |
| 1976 | Morning Sky – | DE22 (11 Wo.)DE | — | — | Erstveröffentlichung: 2. Januar 1976                                                   |
| 1980 | Istanbul ist weit –                                                                                                   | DE46 (10 Wo.)DE | — | — | Erstveröffentlichung: 3. Januar 1980                                                   |

grau schraffiert: keine Chartdaten aus diesem Jahr verfügbar
Weitere Singles
| - 1955: The Banana Boat Song - 1955: I’m Coming Home - 1955: Ain’t Misbehavin’ - 1956: Sie hieß Mary-Ann - 1958: If You Do That to Him (Someday You’ll Do It to Me) - 1963: Laß mich noch einmal in die Ferne - 1963: Weihnacht im Schnee - 1963: The Lonesome Star - 1964: Adios Mexico - 1964: By the Way - 1964: Son, Won’t You Come Back - 1965: Along the Shore - 1965: Spanish Eyes - 1968: Hijo vuelve pronto - 1970: Die Barke Einsamkeit (Adios muchachos adios) - 1970: Der Junge von St. Pauli - 1970: Lili Marleen - 1972: Liebe ist mehr als ein Wort - 1972: Jeder Abschied kann ein neuer Anfang sein - 1972: Sankt Niklas war ein Seemann - 1973: Der rote Korsar - 1973: Hamburg - 1973: Erinnerungen an Athen - 1973: Mensch, Kuddel, wach auf! - 1974: Das große Spiel (Beitrag zum Finale der Fußball-Weltmeisterschaft 1974) | - 1974: Die Insel Niemandsland - 1975: Ein Mann kehrt heim - 1976: Solang die Sonne scheint - 1976: Marie, ich komm’ zu dir (englische Version: Marie, I’m Comin’ Home) - 1977: Sag mir wo (mit Orchester Bert Kaempfert) - 1977: Im Supermarkt, gleich nebenan - 1977: Freunde der Nacht - 1978: Komm, ich zeige dir die Welt - 1979: Loreen - 1979: Cowboy kaputt (Festus & Freddy Quinn) - 1980: Du hast Tränen im Gesicht - 1981: Get Me Back to Tennessee - 1981: Die besten Jahre deines Lebens - 1981: Der Groschen fällt manchmal zu spät - 1982: Wer dem Wind gehört - 1982: Adios Maria - 1983: Weil ich dich wirklich liebe - 1983: Die Nacht von Casablanca - 1984: Manchmal bei Nacht - 1984: Blumen des Lebens - 1984: Grosse Freiheit Nr. 7 - 1985: Nicht eine Stunde tut mir leid - 1986: Hamburg-City - 1987: Hit Come Back 37 - 1999: Alle Menschen dieser Erde |

### Als Gastmusiker
- 1990: Das gibt’s nur auf der Reeperbahn bei Nacht (Heidi Kabel feat. Freddy Quinn)

## Videoalben
| Jahr | Titel            | Höchstplatzierung, Gesamtwochen, AuszeichnungChartplatzierungen (Jahr, Titel, Platzierungen, Wochen, Auszeichnungen, Anmerkungen) | Höchstplatzierung, Gesamtwochen, AuszeichnungChartplatzierungen (Jahr, Titel, Platzierungen, Wochen, Auszeichnungen, Anmerkungen) | Höchstplatzierung, Gesamtwochen, AuszeichnungChartplatzierungen (Jahr, Titel, Platzierungen, Wochen, Auszeichnungen, Anmerkungen) | Anmerkungen                           |
| Jahr | Titel            | DE | AT | CH | Anmerkungen                           |
| ---- | ---------------- | --- | --- | --- | ------------------------------------- |
| 2016 | Die Gold Edition | — | — | CH7 (3 Wo.)CH | Erstveröffentlichung: 22. Januar 2016 |

Weitere Videoalben
- 1998: Freddy und das Lied der Prärie
- 2002: Lieder, die das Leben schrieb
- 2007: Große Erfolge – Live

## Statistik

### Chartauswertung
|                     | DE     | AT    | CH    |
| ------------------- | ------ | ----- | ----- |
| Nummer-eins-Alben   | DE1DE  | AT—AT | CH—CH |
| Top-10-Alben        | DE10DE | AT2AT | CH—CH |
| Alben in den Charts | DE18DE | AT2AT | CH—CH |

|                       | DE     | AT    | CH    |
| --------------------- | ------ | ----- | ----- |
| Nummer-eins-Singles   | DE6DE  | AT1AT | CH—CH |
| Top-10-Singles        | DE26DE | AT6AT | CH—CH |
| Singles in den Charts | DE46DE | AT8AT | CH—CH |

|                          | DE    | AT    | CH    |
| ------------------------ | ----- | ----- | ----- |
| Nummer-eins-Videoalben   | DE—DE | AT—AT | CH—CH |
| Top-10-Videoalben        | DE—DE | AT—AT | CH1CH |
| Videoalben in den Charts | DE—DE | AT—AT | CH1CH |

### Auszeichnungen für Musikverkäufe
Weil Goldene Schallplatten bis 1975 in Deutschland durch den jeweiligen Tonträgerhersteller nach uneinheitlichen und nicht offiziell überprüften Kriterien verliehen wurden, sind nachfolgend die zugrunde liegenden Verkaufszahlen angegeben. Weitere nach 1975 von der BVMI vergebene Auszeichnungen finden sich in den Charttabellen.
| Goldene Schallplatte - Deutschland - 1967: für 250.000 verkaufter Alben Freddy auf hoher See - Niederlande - 1963: für 100.000 verkaufter Singles Junge, komm bald wieder 2× Goldene Schallplatte - Deutschland - 1969: für 500.000 verkaufter Alben Weihnachten auf hoher See Platin-Schallplatte - Deutschland - 1958: für eine Million verkaufter Singles Heimatlos - 1959: für eine Million verkaufter Singles Die Gitarre und das Meer - 1960: für eine Million verkaufter Singles Unter fremden Sternen - 1962: für eine Million verkaufter Singles La Paloma - Niederlande a - 1979: für 100.000 verkaufte Alben Zijn grootste Successen | 2× Platin-Schallplatte - Deutschland - 1958: für zwei Millionen verkaufter Singles Heimweh - 1967: für zwei Millionen verkaufter Singles Junge, komm bald wieder |

Anmerkung: Auszeichnungen in Ländern aus den Charttabellen bzw. Chartboxen sind in ebendiesen zu finden.
| Land/RegionAuszeichnungen für Musikverkäufe (Land/Region, Auszeichnungen, Verkäufe, Quellen) | Gold     | Platin     | Verkäufe  | Quellen           |
| -------------------------------------------------------------------------------------------- | -------- | ---------- | --------- | ----------------- |
| Deutschland (BVMI)                                                                           | 4× Gold4 | 8× Platin8 | 9.250.000 | musikindustrie.de |
| Niederlande (NVPI)                                                                           | Gold1    | Platin1    | 200.000   | nvpi.nl           |
| Insgesamt                                                                                    | 5× Gold5 | 9× Platin9 |           |                   |